# Valea Lungă (Alba)
Valea Lungă, in passato Hususău, (in ungherese Hosszúaszó, in tedesco Langenthal) è un comune della Romania di 3 130 abitanti, ubicato nel distretto di Alba, nella regione storica della Transilvania.
Il comune è formato da un insieme di 6 villaggi: Făget, Glogoveț, Lodroman, Lunca, Tăuni, Valea Lungă.
Valea Lungă è situata lungo la valle del fiume Tarnava Grande (Târnava Mare), a circa 11 km da Blaj, dove il fiume si unisce con il Târnava Piccolo (Târnava Mică) a formare il fiume Tarnava, affluente del Mureș.